# Андре Кейсон
Андре Ромал Кейсон (англ. Andre Romal Cason; нар. 20 січня 1969) — американський легкоатлет, який спеціалізувався в бігу на короткі дистанції. Він був членом американської естафетної команди 4×100 метрів, яка виграла золоту медаль на Чемпіонаті світу 1991 року в Токіо з світовим рекордом - 37,50 секунди. Через кілька тижнів після цієї події Кейсон вперше пробіг 100-метрівку менш ніж за 10 секунд, вигравши змагання в Кобленці за 9,99 секунди.
По завершенні змагальної кар'єри працював тренером.

## Спортивні досягнення
Дворазовий чемпіон світу з естафетного бігу 4×100 метрів (1991, 1993).
Срібний призер чемпіонату світу з бігу на 100 метрів (1993).
Чемпіон світу в приміщенні з бігу на 60 метрів (1991).
Переможець з естафетного бігу 4×100 метрів на Кубку світу (1989).
Чемпіон світу серед юніорів з бігу на 100 метрів та з естафетного бігу 4×100 метрів (1988).
Срібний призер Панамериканських ігор з бігу на 100 метрів (1991).
Чемпіон Універсіади з бігу на 100 метрів та з естафетного бігу 4×100 метрів (1989).
Чемпіон США з бігу на 100 метрів (1993).
Ексрекордсмен світу з естафетного бігу 4×100 метрів — 37,50 (1991) та 37,40 (1993).
Ексрекордсмен світу в приміщенні з бігу на 60 метрів — 6,45 та 6,41 (обидва — 1992).